# Elizabeth Harwood
Elizabeth Jean Harwood (ur. 27 maja 1938 w Barton Seagrave, zm. 21 czerwca 1990 w Ingatestone) – brytyjska śpiewaczka operowa, sopran.

## Życiorys
Była córką nauczycielki śpiewu. W latach 1955–1960 uczęszczała do Royal Manchester College of Music. Laureatka Kathleen Ferrier Memorial Prize (1960) i nagrody im. Verdiego w Busseto (1963). Zadebiutowała na scenie w 1960 roku rolą jednego z chłopców w Czarodziejskim flecie na festiwalu operowym w Glyndebourne. W 1961 roku debiutowała jako Gilda w Rigoletcie na deskach Sadler’s Wells Opera w Londynie. W 1964 roku na zaproszenie Joan Sutherland występowała w Australii, gdzie wcielała się w role Łucji w Łucji z Lammermooru i Aminy w Lunatyczce. W 1967 roku rolą Fiakermilli w Arabelli debiutowała w londyńskim Covent Garden Theatre. W latach 1967–1969 występowała na festiwalu w Aix-en-Provence jako Fiordiligi w Così fan tutte i Donna Elvira w Don Giovannim. W latach 1967–1974 była członkiem zespołu Scottish Opera w Glasgow. W 1972 roku rolą Konstancji w Uprowadzeniu z seraju debiutowała w mediolańskiej La Scali. Rolą Fiordiligi debiutowała natomiast w 1975 roku w Metropolitan Opera w Nowym Jorku.
Zasłynęła jako interpretatorka ról w operach W.A. Mozarta. Dokonała licznych nagrań płytowych pod batutą Herberta von Karajana.